# Meranti (Betung)
Meranti is een bestuurslaag in het regentschap Banyuasin van de provincie Zuid-Sumatra, Indonesië. Meranti telt 2379 inwoners (volkstelling 2010).